# Kazašská Wikipedie
Kazašská Wikipedie (kazašsky Қазақша Уикипедия) je jazyková verze Wikipedie v kazaštině. Byla založena v roce 2002. V lednu 2022 obsahovala přes 230 000 článků a pracovalo pro ni 18 správců. Registrováno bylo přes 114 000 uživatelů, z nichž bylo asi 250 aktivních. V počtu článků byla 43. největší Wikipedie.